# Vasticardium papuanum
Vasticardium papuanum is een tweekleppigensoort uit de familie van de Cardiidae. De wetenschappelijke naam van de soort is voor het eerst geldig gepubliceerd in 1996 door Vidal.